# Drvenik veliki
Drvenik veliki – wyspa w Chorwacji położona na Morzu Adriatyckim, na północ od wyspy Šolta, w odległości ok. 2 km od stałego lądu, 20 km od miasta Split. Ma powierzchnię 11,69 km² a długość linii brzegowej wynosi 23,885 km. Największą osadą na wyspie jest miasto Drvenik. Wyspa obecnie jest zamieszkana przez 168 mieszkańców (2001). Najwyższe wzniesienie Buhalj osiąga wysokość 178 m n.p.m.

## Historia i gospodarka
Pierwsi osadnicy przybyli tutaj w XV wieku. Głównym źródłem utrzymania mieszkańców wyspy Drvenik Veliki jest: rolnictwo, rybołówstwo oraz turystyka. Na wyspie znajduje się wiele piaszczystych, jak i kamienistych plaż.